# Timothy Simons
Timothy Charles Simons (Readfield, 12 giugno 1978) è un attore statunitense.
È noto soprattutto per il ruolo di Jonah Ryan nella serie televisiva di HBO Veep - Vicepresidente incompetente, che gli ha valso due candidature agli Screen Actors Guild Award all'interno della categoria "miglior cast in una serie commedia".
Ha anche recitato in vari film, tra cui Vizio di forma di Paul Thomas Anderson e The Interview di Evan Goldberg e Seth Rogen, entrambi usciti nel 2014.

## Filmografia parziale

### Attore

#### Cinema
- Days Together, regia di Pete Monro (2010)
- Beneath the Harvest Sky, regia di Aron Gaudet e Gita Pullapilly (2013)
- Draft Day, regia di Ivan Reitman (2014)
- Vizio di forma (Inherent Vice), regia di Paul Thomas Anderson (2014)
- The Interview, regia di Evan Goldberg e Seth Rogen (2014)
- Un tranquillo weekend di mistero (Digging for Fire), regia di Joe Swanberg (2015)
- Piccoli brividi (Goosebumps), regia di Rob Letterman (2015)
- Christine, regia di Antonio Campos (2016)
- The Boss, regia di Ben Falcone (2016)
- Flock of Dudes, regia di Bob Castrone (2016)
- Gold - La grande truffa (Gold), regia di Stephen Gaghan (2016)
- L'unica (Irreplaceable You), regia di Stephanie Laing (2018)
- Yes, God, Yes, regia di Karen Maine (2019)
- Attenti a quelle due (The Hustle), regia di Chris Addison (2019)
- Non ti presento i miei (Happiest Season), regia di Clea DuVall (2020)
- Home Sweet Home Alone - Mamma, ho perso l'aereo (Home Sweet Home Alone), regia di Dan Mazer (2021)
- Don't Worry Darling, regia di Olivia Wilde (2022)

#### Televisione
- Best Friends Forever – serie TV, episodio 1x04 (2012)
- The Craft Store – serie TV, episodi 1x01-1x02-1x03 (2012)
- Veep - Vicepresidente incompetente (Veep) – serie TV, 65 episodi (2012-2019)
- Gay of Thrones – serie TV, episodio 3x02 (2015)
- Cercando Alaska (Looking for Alaska) – miniserie TV, 8 puntate (2019)
- Candy: Morte in Texas – miniserie TV, 5 puntate (2022)

### Doppiatore

#### Cinema
- Ralph spacca Internet (Ralph Breaks the Internet), regia di Phil Johnston e Rich Moore (2018)

#### Televisione
- Stone Quackers – serie animata, episodi 1x10-1x11 (2015)
- Rise of the Teenage Mutant Ninja Turtles - Il destino delle Tartarughe Ninja (Rise of the Teenage Mutant Ninja Turtles) – serie animata, 9 episodi (2018-2019)
- Big Hero 6 - La serie (Big Hero 6: The Series) – serie animata, 4 episodi (2020)
- HouseBroken – serie animata, 9 episodi (2021-in corso)

## Doppiatori italiani
Nelle versioni in italiano, Timothy Simons è stato doppiato da:
- Carlo Scipioni in Vizio di forma, Cercando Alaska
- Edoardo Stoppacciaro in Piccoli brividi, Home Sweet Home Alone - Mamma, ho perso l'aereo
- Christian Iansante in Veep - Vicepresidente incompetente
- Roberto Gammino in The Interview
- Nicola De Santis in Gold - La grande truffa
- Emanuele Ruzza ne L'unica
- Riccardo Scarafoni in Don't Worry Darling
- Gabriele Lopez in Candy: Morte in Texas
- Stefano Crescentini in Nobody Wants This
- Lorenzo Scattorin ne Il racconto dell'ancella